# Oleh Luschnyj
Oleh Romanowytsch Luschnyj (ukrainisch Оле́г Рома́нович Лу́жний, wiss. Transliteration Oleh Romanovyč Lužnyj; * 5. August 1968 in Lwiw, Ukrainische SSR) ist ein ukrainischer Fußballtrainer und ehemaliger sowjetisch-ukrainischer Fußballspieler. 
Während seiner aktiven Zeit spielte er in der Verteidigung und schoss von 1985 bis 2004 insgesamt dreizehn Tore in 460 Spielen für die Vereine: Torpedo Lutsk (Div 2), Karpaty Lwiw (Div 1), Dynamo Kiew, FC Arsenal und Wolverhampton Wanderers sowie als Spielertrainer beim lettischen Verein FK Venta in Kuldīga.
Außerdem bestritt er 60 Länderspiele (8 für UdSSR, 52 für die Ukraine), erzielte dabei aber kein einziges Tor. Nach dem  FK Venta, den er als Spielertrainer leitete, war er zuerst für Dynamo Kiew als Assistent von József Szabó tätig, nach dessen Rückzug wegen gesundheitlicher Problemen Anfang November 2007 fungierte er als Interims-Cheftrainer. Am 15. Juni 2013 wurde Luschnyj als Trainer von Tawrija Simferopol entlassen.
Nach dem russischen Überfall auf die Ukraine schloss sich Luschnyj den ukrainischen Streitkräften an.

## Erfolge
- Ukrainischer Meister (7): 1992/93, 1993/94, 1994/95, 1995/96, 1996/97, 1997/98, 1998/99
- Ukrainischer Pokalsieger (4): 1993, 1996, 1998, 1999
- Englischer Meister: 2001/02
- FA Cup (2): 2002, 2003
- Charity Shield: 2002